# Арно Вінсен
Арно́ Вінсе́н (фр. Arnaud Vincent; народився 30 листопада 1974, Лаксу, Мерт і Мозель, Франція) — колишній французький мотогонщик, чемпіон світу з шосейно-кільцевих мотоперегонів MotoGP у класі 125 сс (2002 року). Перший мотогонщик-француз, який виграв чемпіонат світу у класі 125сс.

## Кар'єра

### MotoGP
У серії MotoGP Арно Вінсен дебютував у 1996 році, виступивши по wild card на Гран-Прі Франції на мотоциклі Aprilia. В наступному році він виграв чемпіонат Європи з шосейно-кільцевих мотоперегонів в класі 125сс, а також національний чемпіонат. У чемпіонат світу Арно повернувся у 1998 році, виступаючи на Aprilia.
У 1999 році він виграв свій перший Гран-Прі (Каталонії) і посів сьоме місце в загальному заліку з 155 очками. У наступному році Вінсен виграв дубютне Гран-Прі сезону (Південної Африки), але в наступних гонках демонстрував гірші результати, закінчивши сезон знову на 7-му місці.
У 2001 році Арно Вінсен пересів на Honda, в сезоні зміг досягти двох подіумів (друге місце на Гран-Прі Нідерландів та третє на Бразилії), посівши в підсумку 10-е місце.
В сезоні 2002 року Арно повернувся до Aprilia, перейшовши до команди «Imola Circuit Exalt Cycle Race». Завдяки п'яти перемогам (на Гран-Прі Японії, Великої Британії, Німеччини, Португалії та Малайзії) француз зміг набрати 273 очка в загальному заліку і стати чемпіоном світу, випередивши на 19 очок чинного чемпіона з Сан-Марино Мануеля Поджиалі.
Наступний сезон Арно розпочав з KTM, згодом пересівши на Aprilia. В загальному заліку зайняв лише 18-е місце.
Сезони 2004-2006 років Арно Вінсен виступав у класі за команди Aprilia, Fantic та Honda, але досягти високих результатів не зміг: найкращим результатом у проведених 37-и гонках стало 8-е місце на Гран-Прі Іспанії —2004.

### Supersport
У 2007 році Арно Вінсен взяв участь у гонках серії Supersport, виступивши на Гран-Прі Великої Британії в Донінгтоні.
Сезон 2008 року француз почав у World Supersport з командою «Gil Motor Sport - Solution F». Після перших чотирьох гонок сезону, не набравши жодного очка, вирішив закінчити свої виступи у мотоспорті.